# Dolophilodes columbia
Dolophilodes columbia là một loài Trichoptera trong họ Philopotamidae. Chúng phân bố ở miền Tân bắc.